# Annie Morrill Smith
Annie Elizabeth Morrill Smith (Brooklyn, Nova Iorque ,13 de fevereiro de 1856 – 1946) foi uma botânica norte-americana.
Efetuou seus estudos em Nova Iorque no  Packer Collegiate Institute.
Autodidata em botânica, se interessou  pelos musgos. Participou de várias sociedades científicas como  a "Genealogy society", a "Sullivant Moss Society" ( que ela presidiu em 1920), a "Wild Flower Preservation Society"  e de outras.
Publicou o trabalho  The Bryologist em 1956.

## Fonte
- Marilyn Ogilvie e  Joy Harvey  (2000),  The Biographical Dictionary of Women in Science. Pionneering Lives from Ancient Times to the Mid-20th Century, dois  volumes, Routledge (Nova Iorque) : 47-48. ISBN 0-415-92038-8.